# 祁济众
祁济众（義大利語：Mario Civelli, P.I.M.E.；1890年11月4日—1966年2月2日），天主教汉中教区主教（1935年3月11日 - 1946年7月18日）、天主教卫辉教区主教（1946年7月18日 - 1966年2月2日），意大利宗座外方傳教會会士。
1890年11月4日，祁济众出生在意大利米兰。1909年6月21日（18岁）入宗座外方傳教會。1913年6月29日，22岁晋升神甫，同年赴中國河南省传教，服务于林县、内黄县、阳武县、安阳等地。1935年3月11日（44岁）由教廷任命为天主教漢中府宗座代牧，领Tabbora 主教衔 。同年5月19日在天津，由教廷代表蔡宁总主教、天津文貴斌主教、河南卫辉林栋臣主教祝圣 。1946年4月11日，罗马教廷建立中国圣统制，祁济众任汉中教区主教。同年7月18日（55岁），调任天主教卫辉教区主教。
1953年1月26日，祁济众主教遭驱逐出境。1966年2月2日，祁济众主教在意大利去世，年75岁。